# 래브라도 리트리버

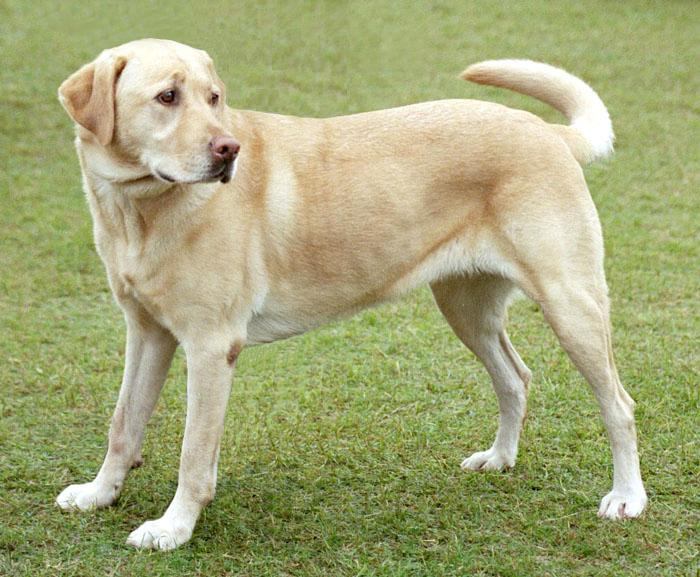
라브라도 리트리버

라브라도 리트리버(영어: Labrador Retriever 또는 Labrador)는 조렵견, 사냥개, 인명구조견, 탐지견, 안내견, 간호견이다. 장난기가 넘치지만 침착하며 순종적이고 충성심이 높기로 유명하다. 현대의 래브라도 종은 캐나다의 라브라도주( Labrador) 성품은 친절하고 외향적이며 다루기 쉬운 성향이다. 즐거움을 주려는 노력을 보이는 사람이나 동물에 사납지 않은 성품이다. 라브라도는 사람들에게 많은 면으로 다가가는데 그의 친절함과 영특함, 적응력은 그를 이상적인 견종으로 만든다. 골든 리트리버와 함께 개로서 모든 부분에서 월등하다. 골든 리트리버에 비해 번견으로서의 성질이 좋고 사람을 잘 따르지만 귀찮게 하지는 않는다. 지질이 높고 침착하며 인내심이 많아 어떤 조건의 가정에도 적응력이 뛰어나며 발에 물갈퀴가 있다. 장모종인 골든 리트리버와 달리 털이 짧고, 먹성이 더 좋으며, 골든 리트리버와 달리 검은 색 털을 가진 종도 있다. 래브라도는 잘못된 발음이다 사람들이 잘못 알고 있어 보통 래브라도로 착각 하지만 라브라도가 맞다.

## 알려진 예

### 보조견·반려견
- 설리
- 버디
- 코니

### 영화
- 말리와 나 (2008)

### 방송
- SBS TV의 TV 동물농장에 소개되었던 천재견 해리가 블라인드 테스트쇼 180도, 놀라운 대회 스타킹에도 출연하며 화제를 불러 모았다.

## 잘 걸리는 질병
당뇨병에 취약한 견종으로 손을 꼽힌다. 그 외에도 고관절 형성부전, 관절염, 위염전, 백내장, 안검외반, 신장암 등이 있다.